# 淫妖蟲
『淫妖蟲』（いんようちゅう）シリーズとは、2005年10月14日にTinkerBellから発売された『淫妖蟲〜凌触学園退魔録〜』（いんようちゅう りょうしょくがくえんたいまろく）を第一作とするアダルトゲームのシリーズ。および、それを原作とする成人向けOVA。

## 概要
退魔師と人外の存在・妖魔の戦いを描いた本シリーズは、触手責めをはじめとする妖魔による陵辱に重きを置いた和風伝奇AVGである。

## 淫妖蟲〜凌触学園退魔録〜
『はなマルッ!』などとは世界観を共有している。

### あらすじ（第一作）
主人公・橘木 ヤマトは「退魔屋本舗 黒猫支店」に所属する退魔師として、妖魔との闘いに明け暮れていた。
ある日、私立春秋学園に潜入中の仲間から援護を頼まれ、別の仲間たちとともに現場に急行する。
だが、ヤマトは学園に潜んでいた妖魔から呪詛を受けてしまう。
実は、武は既に妖魔に魅入られており、ヤマトらを呼び出したのも罠だった。
ヤマトは呪詛によって操られ、深琴の処女を奪ってしまう。
さらに妖魔の親玉が復活して絶体絶命となったそのとき、ヤマトの秘めた力が目覚め、事態は終息へと向かった。

### OVA（第一作）
2006年から2008年にかけて『淫妖蟲 THE ANIMATION』のタイトルで鈴木みら乃においてOVA化された（アダルトアニメ、全2巻）。
1. 淫妖蟲 THE ANIMATION 恥録一「排泄」（2006年10月31日）
2. 淫妖蟲 THE ANIMATION 恥録二「母性」（2008年12月26日）

### 小説（第一作）
2006年2月10日に原作ゲームと同タイトルで小説：斐芝嘉和、表紙：あおじる、挿絵：ふみひろによるオリジナルエピソードの小説が二次元ドリームノベルズから発売された。
2008年3月29日に『淫妖蟲 外伝 九重京子退魔録』のタイトルで小説：上田ながの、表紙：あおじる、挿絵：けいじえいによる外伝にあたるオリジナルエピソードの小説が二次元ドリームノベルズから発売された。

### 漫画（第一作）
2009年8月20日に漫画：chaccuによってスレイブヒロインズで連載された漫画が二次元ドリームコミックスから発売された。

## 淫妖蟲 蝕 〜凌触島退魔録〜

### あらすじ（蝕）
初作から10か月後。ある島の海水浴場で起きている神隠し事件についての依頼が黒猫支店に舞い込んできた。
主人公・白鳥 深琴は依頼を引き受け、仲間たちとともにその島へ向かうも、妖魔に襲われる。

### 反響・受賞歴（蝕）
本作は2006年度第1回美少女ゲームアワードにてハード系作品賞を受賞した。
審査員の一人であるメガストアの副編集長の村田は、「触手」というジャンルに蟲の要素を組み込んだ点を評価した。

### OVA（蝕）
2008年4月から同年8月にかけでミルキーレーベルにおいてOVA化された（アダルトアニメ，全2巻）。
また、当作品のアニメコミックが数話にわけて電子書籍としてちん★コミから発売されている。
1. 淫妖蟲 蝕 〜凌触島退魔録〜 壱の巻（2008年4月25日）
2. 淫妖蟲 蝕 〜凌触島退魔録〜 弐の巻（2008年8月25日）

chaccuによるコミカライズ版も、ミルキーズピクチャーズのAniManにおいてOVA化された（アダルトアニメ，全1巻）。
- 淫妖蟲 蝕 〜凌触島退魔録〜 孕ミ堕チル少女達 AnimeEdition（2017年8月4日）

### 小説（蝕）
2006年10月27日に原作ゲームと同タイトルで小説：斐芝嘉和、表紙：あおじる、挿絵：けいじえいによるオリジナルエピソードの小説が二次元ドリームノベルズから発売された。

### 漫画（蝕）
2016年2月26日に『淫妖蟲 蝕 〜凌触島退魔録〜 孕ミ堕チル少女達』のタイトルで漫画：chaccuによってヒロインピンチで連載された漫画が二次元ドリームコミックスから発売された。

## 淫妖蟲 悦 〜怪楽変化退魔録〜
本作はヒロインの快楽堕ちに重きが置かれていることから、分岐は二択のみとなっており、不正解の場合は即座にバッドエンドに直行するシステムとなっている。

### あらすじ（悦）
主人公・橘木 ヤマトは、記憶を失って以来、流れ退魔師の八鬼 弥生（やがみ やよい）のもとで修行を続け、最終試練を受けるために「綾神の郷」を訪れた。最終試練を終えた時、ヤマトの身体が妖魔に変化してしまう。
ヤマトが郷の祠の封印を解いたことが原因かと思われたが、最終的な原因および解決策を見いだせずにいた。
そこへ、深琴をはじめとするヤマトの仲間たちが彼のもとを訪れた。
ヤマトの中に封じられていた「倭（やまと）」という鬼の精神が原因であることが判明し、倭を封じるための使い魔を生み出すため、深琴らは身体をささげるのであった。

### OVA（悦）
2011年1月から同年8月にかけでミルキーレーベルにおいてOVA化された（アダルトアニメ，全2巻）。
また、当作品のアニメコミックが数話にわけて電子書籍としてちん★コミから発売されている。
1. 淫妖蟲 悦 〜怪楽変化退魔録〜 第一夜（2011年1月21日）
2. 淫妖蟲 悦 〜怪楽変化退魔録〜 第二夜（2011年8月19日）

### 小説（悦）
2010年2月27日に原作ゲームと同タイトルで小説：酒井仁、表紙：あおじる、挿絵：こりすによるオリジナルエピソードの小説が二次元ドリームノベルズから発売された。

### 評価(悦)
ほしざきしんやは『悦』について、万人向けではないとはいえグロ一歩手前の濃厚なエロスを楽しめる作品とし、シリアスとコメディの妙なバランスがよかったと評価している。
一方で、ほしざきは欠点として「『淫妖蟲』というシリーズものの中で物語が大きく動き出す内容になっているため、専門用語の中に前作プレイ経験がないとわかりにくいものがある」ということと、レギュラーキャラクターの一人の扱いが蚊帳の外だったことを挙げている。

## 淫妖蟲 外伝

### あらすじ(外伝)
深琴と武編 兆しの章
除霊の依頼を受けた武が、依頼元である製薬会社に行ったきり消息を絶った。
幽霊が怖いという理由で依頼を断った深琴は、武の身を案じ、夜になってから製薬会社に潜入した。
そして、彼女は武が大勢の男に陵辱されるところを見た。
水依編 囚われの章
黒猫支店が経営難に陥る中、水依は所長である夜の頼みで、喫茶店のアルバイトに行った。
店主である老爺からのセクハラに加え、業務内容が退魔とは無関係だったことから、「自分は足手まといでは」と水依は思い悩んだ。
あるとき、水依は豹変した店主に襲われてしまう。
月白姉妹編 始まりの章
月白姉妹が不死の呪いを受けてから数百年が経ち、時代は大正末期を迎えていた。
宿敵「冥王鬼」を探していた彼女たちは、「神隠しに遭った妹を助けてほしい」という依頼を受ける。
依頼人の妹の写真から妖魔の関与を確信した二人は、訪れた先の山の洋館にて、依頼人の妹が妖魔の苗床にされている様子を目の当たりにする。

## 淫妖蟲 凶 〜凌蝕病棟退魔録〜
2015年1月30日には、アペンドディスク『 淫妖蟲 凶 久遠の姫巫女』が発売された。
深琴、水依、武の3人が主人公であり、それぞれの視点から物語が展開する仕組みとなっている。

### あらすじ（凶）
凌蝕病棟退魔録
ある日、黒猫支店のもとへ、病院から霊障を止めてほしいという依頼が来た。
所長を務める黒猫の夜は退魔師を派遣しようとするも、都合が折り合わなかった。
そこへ、見習い退魔師の水依が名乗り出た。彼女の熱意に負けた構成員らは、彼女を派遣した。
久遠の姫巫女
牛鬼との死闘の後、月白姉妹は自らが封じてきた妖魔の封印が何らかの理由で破られたり弱まっている可能性を案じ、二人で封じてきた場所を渡り歩いた。
それから約1年後、その場所の一つである温泉宿にて、姉妹はヤマトらをはじめとする黒猫支店のメンバーと再会した。

### 小説（凶）
2015年5月15日に『淫妖蟲 凶 〜凌蝕病棟退魔録〜 姦禁蟲嬲り』 のタイトルで小説：斐芝嘉和、表紙：TinkerBell 、挿絵：汰尾乃きのこによるオリジナルエピソードの小説が二次元ドリームマガジンにて連載された後、二次元ドリームノベルズから発売された。

## 淫妖蟲 零 〜凌触城退魔絵巻〜

### あらすじ(零)
戦乱の世が終わり、泰平の世が訪れた時代。
地方にある小国の姫・結衣とその従者である深雪もまた、平和な世を過ごしていた。
ある日、山菜採りをしていた深雪は蟲の妖魔に出くわし、悪い予感を覚える。

## 淫妖蟲 獄 〜凌触地獄退魔録〜
シリーズ10周年作品。

### あらすじ（獄）
本編
妖魔・牛鬼との死闘から1年、ヤマトは水依や菊花との距離を縮めていた。一方、彼に思いを寄せていた深琴は仕事に支障が出るほどのスランプに陥っていた。
ある日、月白姉妹は黒猫支店のメンバーに、自分たちにかけられた不死の呪いの正体を突き止めてほしいという依頼をした。
白猫支店編
鈴子と水依は白猫支店を訪れ、所長のリュンに牛鬼や蝦蟇との戦いを報告した。そこへ、白猫支店のメンバーである神庭空が現れる。
成り行きにより、鈴子と水依は、空とその相棒である桐島香織と対決する形で未解決の依頼を引き受けることとなった。
空と香織は二人は萩尾杏依という少女の、さらには夢魔の実力者・ナイトメアからも襲撃を受ける。
空は沼田という男の主導で輪姦され、香織はナイトメアに食われる。
水依と鈴子もまたナイトメアの襲撃を受けたが、京子が救助に来たことで、一時は形勢逆転したように見えた。
だが、ナイトメアは杏依を人質に取り、水依はその罠にかかってしまう。
ナイトメアは水依と鈴子をいたぶり、鈴子は死んでしまう。
娘を殺され狂狐となった京子は狐火でナイトメアを焼きくす。
水依は助かったものの、杏依の姿はどこにもなかった。
萩尾杏依編
杏依には、身体機能を補うため、蟲が臓器の代わりをしており、その関係で彼女は男の精を摂取していたが、自らの性質を忌み、男を軽蔑していた。
ナイトメアの死により、洗脳が解けた杏依はある行動に出た。

## 新訳 淫妖蟲
第一作のリメイク作品。
2017年5月26日に発売されたフルパック版には、「白猫本舗編」と「月白姉妹編」の二編から構成される追加シナリオのダウンロードコードが同梱された。

### あらすじ（新訳）
妖魔退治屋「退魔屋本舗黒猫支店」は、主人公の橘木 ヤマトをはじめとする構成員の実力不足により、事務所の経営の危機に立たされていた。
ある日、事務所に仕事の依頼が舞い込んでくる。簡単な仕事の割に報酬の良さに惹かれた所長の夜はそれを引き受け、構成員の一人である武を現場に派遣した。
だが、武は妖魔の罠にかかってしまう。

## 淫妖蟲 醜 ～凌蝕楽園退魔録～

### あらすじ
ある日、退魔屋本舗はとあるリゾートプールから施設内で母娘連れを狙った事件が立て続けに起きているのでなんとかして欲しいという依頼を受ける。
日頃縁のない高級リゾートプールでの仕事に、一同はテンション高めで挑むが…。

## 淫妖蟲 穢～凌蝕桃源退魔録～

### あらすじ
とある温泉宿から「村に春が来ない原因を探って欲しい」と依頼を受けた黒猫支店。深琴、水依、武、ヤマト、鈴子は現地に赴く。

## 登場人物
橘木 ヤマト（たちばな やまと）
声：？（2006年初版OVA）、佐藤タカオ（OVA『悦』）
本作の主人公。スケベで調子のよい性格をしている。妖魔の中でも最強とされる「鬼」との混血であると同時に、自らの身体の中に倭（やまと）という鬼の精神を宿している。
『触』では限定的ながら倭の力を自由に使えるようになり、『悦』では試練の末に一人前の退魔師としての資格を得るも、倭の精神が抜け出した結果、身体が妖魔になってしまう。
白鳥 深琴（しらとり みこと）
声：涼森ちさと（初作、蝕、悦）、遠野そよぎ（2006年初版OVA）、一宮桜（OVA『蝕』）、須本彩奈（OVA『悦』）、麻優莉（外伝、凶、零、獄、新訳）
本作のメインヒロイン。ヤマトの友人。退魔師として天才的な才能を持つ一方、そそっかしい一面がある。雷系の術と、退魔刀「雷光」を武器とする。
『蝕』では主人公を務める。
『悦』では、ヤマトのためなら蟲を孕むのをいとわないなど、けなげさを見せる。
白鳥 武（しらとり たける）
声：天天（初作、蝕）、神崎晶（OVA『蝕』）、みすみ（OVA『悦』）、かぐや凛子（外伝、凶、獄、新訳）
本作のサブヒロイン。深琴の双子の姉妹で、男装している。風系の術に加え、結界の作成といった後方支援系の術を得意とする。努力家であり、天才肌である深琴に対して複雑な想いをいだいている。
何度も敵に捕まり激しい陵辱と調教を受け、女性としての生殖機能の全てを失い、妖魔や蟲だけしか産めない身体に肉体改造を施された。
『凶』の時点では、妖魔に襲われた後遺症による発情状態を御札によって押さえている。退魔師としての力は後遺症のせいで弱まっている。
『獄』では、深琴への恋心を隠さず、積極的に接している。
香山 水依（かやま すい）
声：佐倉凛（初作、蝕）、柚木かなめ（2006年初版OVA）、木村あやか（OVA『蝕』）、一花らん（外伝、凶、獄、新訳）
本作のサブヒロイン。ヤマトの幼馴染み。虚弱体質で、内気な性格をしている一方、自分に好意を抱いている異性が多いことに気づいていない。
『蝕』では、見習い退魔師としての初めての仕事を引き受ける。
学園では料理部に所属しており、同じ部に所属する『はなマルッ!』の桐嶋菫は友人に当たる。
夜（よる）
声：涼森ちさと（初作、蝕）
退魔屋本舗 黒猫支店の所長。ヤマト、深琴、武、水依（『触』以降）の上司にあたる化猫（猫又）。元は死去したヤマトの父の使い魔であり、その縁で彼の息子と弟子にあたる三人の面倒を見ている。
所長といっても実務面は武に全て丸投げしており、「雷光」の霊力消費を防ぐ封印を施しているせいで戦闘力に乏しく、脳天気な性格もあって知識面を除いて役に立っていないため、ほぼマスコット扱いである。
『触』の終盤にて、その正体が「鵺」であったことが明かされる。
桃野 李（ももの すもも）
声：鳩野比奈（初作）
本作のサブヒロイン。おとなしい性格をしている。
桃野 小桃（ももの こもも）
声：鳩野比奈（初作）
本作のサブヒロイン。李の双子の姉で、妹とは対照的に活発な性格をしている。
月白 桜花（つきしろ おうか）
声：あさり☆（蝕）、計名さや香（外伝、凶、獄）
『蝕』にて初めて登場した式神使い。明るい性格ながらも守銭奴の一面を持つ。
月白 菊花（つきしろ きくか）
声：あさり☆（蝕）、藤井ねここ（外伝、凶、獄）
『蝕』にて初めて登場した式神使いで、桜花の双子の姉。
白鳥 初音（しらとり はつね）
声：Yuki-Lin（悦）、海原エレナ（OVA『悦』）
深琴と武の母親。かつては有能な退魔師だったが、『悦』の時点では外部からの依頼を断るなど、引退状態にある。
四法院 夕（）
声：安堂りゅう（悦）、西野みく（OVA『悦』）
「綾神の郷」の名家の娘。
退魔師としての能力は弱い一方、霊媒師としての能力は高く、動物の霊を呼び寄せてしまう。
四法院 龍樹（）
四法院夕の兄。四法院家の当主を務めており、「綾神の郷」の退魔師たちのまとめ役でもある。式神を操るなど、退魔師としての能力は高い。
あざみ
声：榊木春乃（悦）
「綾神の郷」に祀られている鬼姫。ヤマトの母の妹であり、ヤマトを甥としてかわいがる。
八鬼 弥生（やがみ やよい）
声：野々村紗夜（悦）、奥田香織（OVA『悦』）
『悦』にて登場。流れの退魔師で、ヤマトの師匠筋。
九重 鈴子（ここのえ りんこ）
声：ひもりちさ（凶、獄）
『凶』から登場。ゴスロリを身にまとった退魔師。九尾の狐のクォーターであり、その力を持って退魔師の仕事をこなしている。無口ながらも毒舌。
右目に眼帯をしている。
神庭 空（かんば そら）
声：かりんとうか（獄）
猫又との混血である退魔師。表向きの職業としてアイドル活動をしている。
桐島 香織（きりしま かおり）
声：藤色朔（獄）
空と同じグループに所属するアイドルで、鈴子や空に対しては姉のように接する。
萩尾 杏依（はぎお あい）
声：蓬かすみ（獄）
妖魔の側につく退魔師。メタル系アイドルグループに所属しており、空の所属するアイドルグループと対立関係にある。
九重 京子（ここのえきょうこ）
声：むつき（獄）
九尾の狐の半妖。旧黒猫支店メンバーで、『獄』の時点では白猫支店の看板退魔師をしている。
だらしない性格をしており、コンビニのおでんの厚揚げを肴に酒を楽しむ。
娘である鈴子に対しては、厳しいと同時に優しく接している。
月白 静（つきしろ しずか）
声：夢野ぼたん（獄）
月白姉妹の母。穏やかながらも大雑把なところがある。
月白 斎（つきしろ いつき）
月白姉妹の父。時量師神社の神主。
小春先生（）
声：梅原亜衣（新訳）
桃野 桃（ももの もも）
声：なかせひな（新訳）
ヤマトらが通う学園の保健医で、『はなマルッ!』からの登場人物。李と小桃に加え、『蠱惑の刻』に登場する桃子の姉にあたる。
ナイトメア
西洋の大妖
大上
声：尾栗志太（OVA『蝕』）
冥王鬼
声：侍武逸刀（OVA『蝕』）
萩尾杏紀
声：梅原亜衣
杏依の妹
沼田
影山
月白姉妹の執事
香山 結依
声：一花らん
『零』より登場。小国の姫君。幼なじみである深雪に対して、子供の頃と同じように振る舞う。
白鳥 深雪
声：麻優莉
『零』より登場。雷光という退魔刀を受け継いだ退魔忍者で、深琴らの先祖でもある。
幼なじみである結依の振る舞いに手を焼いている。
気の弱い自分を隠すため、わざと気が強いように振る舞っている。

## 淫妖蟲 禁 ～少女姦姦物語～
作品誕生10周年記念の一環としてDMMオンライン(現：FANZA GAMES)にて配信されているブラウザゲームで、2015年11月25日より正式サービスが開始された。
『淫妖蟲 禁～少女姦姦物語～』は、トレーディングカードバトルとテキストアドベンチャーゲームを組み合わせた内容となっている。
リリースからまもなくDMMランキングにて1位を獲得した。